# Aimeric de Peguilhan
Aimeric de Péguilhan (khoảng 1170 – khoảng 1230) là một nghệ sĩ hát rong (troubadour) nổi tiếng ở châu Âu thế kỷ 12-13.
Nguyên tên ông là Aimeric, còn được viết là Aimery. Dù được sinh ra ở Toulouse, nhưng hậu tố de Péguilhan, còn được viết là Peguilhan, Peguillan, hoặc Pégulhan, nhằm để chỉ nguyên quán của ông là tại Péguilhan (gần Saint-Gaudens), miền Tây nước Pháp ngày nay.
Sinh ra trong một gia đình trung lưu (bourgeois) làm nghề buôn vải, thời trẻ ông từng đem lòng yêu một người phụ nữ hàng xóm cũng thuộc tầng lớp trung lưu ở Toulouse, người được cho là nguồn cảm hứng để Aimeric trở thành một nghệ sĩ hát rong sau này.
Sự nghiệp trình diễn hát rong của Aimeric de Péguilhan được cho là vào những năm 1190–1221. Người bảo trợ đầu tiên của ông là Raymond V, Bá tước xứ Toulouse, sau đó là con trai ông ta, Raymond VI, Bá tước xứ Toulouse. Tuy nhiên, do hậu quả của một vụ ghen tuông, có thời gian Aimeric phải trốn tránh ở xứ Catalunya dưới sự che chở của Tử tước Guillermo de Berguedá, đồng thời cũng là một nghệ sĩ troubadour nổi tiếng.
Aimeric một lần nữa lại rời Toulouse vào năm 1212 để trốn khỏi binh lửa của cuộc chiến tranh Thập tự chinh Albigeois. Ông đến Tây Ban Nha, sau đó ở vùng Lombardia (Bắc Ý) trong 10 năm. Mặc dù vậy, trong những năm cuối đời, ông vẫn tìm trở về Toulouse, nơi có người phụ nữ là tình yêu và nguồn cảm hứng suốt sự nghiệp của mình.

## Tác phẩm
Aimeric được cho là đã sáng tác ít nhất 50 tác phẩm, nhưng chỉ có 6 trong số chúng còn lưu giữ được đến ngày nay.
- Atressi•m pren com fai al jogador
- Cel que s'irais ni guerrej' ab amor
- En Amor trop alques en que•m refraing
- En greu pantais m'a tengut longamen
- Per solatz d'autrui chan soven
- Qui la vi, en ditz